# Chátún
Chátún (mongolsky: ᠬᠠᠲᠤᠨ хатан; staroturecky: 𐰴𐰍𐰣, romanizováno: katun; osmansky: خاتون, romanizováno: hatun nebo قادین, romanizováno: kadın; persky: خاتون khātūn; čínsky: 可敦; hindsky: khātūn) je ženský šlechtický titul a protějšek k „chánovi“ nebo „kaganovi“, který se prominentně používal v turkických kaganátech a následně v Mongolské říši.

## Etymologie a historie
Před příchodem islámu do střední Asie byl chátún titulem bucharské královny. Podle Encyclopaedia of Islam, je „chátún titulem sogdškého původu, který nosily manželky a příbuzné Turkutů a následně tureckých vládců.“
Jazykový původ termínu „chátún“ je neznámý, i když je pravděpodobně starotureckého nebo sogdškého původu. Před rozšířením Mongolů po střední Asii znamenalo slovo chátún „dáma“ nebo „šlechtična“ a široce se používalo ve středověkých perských a arabských textech.

### Moderní použití
V uzbečtině, jazyce, kterým se mluví v současné Buchaře, v Uzbekistánu, se toto slovo píše xotin a označuje jakoukoli ženu. V turečtině se píše hatun.

## Významné chátúny
- Börte, manželka Čingischána
- Bulukhan Chátún, manželka Abaky Chána
- Gurdžu Chátún, manželka Kajchusrawa II.
- Bulugan, manželka Temüra Chána
- Chabi, manželka Kublajchána
- Despina Chátún
- Dokuz Chátún, manželka Hülegü Chána
- Erketü Kátún, manželka Altana Chána
- Manduchaj Chátún, manželka Dajan Chána
- Momine Chátún
- Oghul Kajmiš, manželka Güjüka Chána
- Po Beg
- Radnaširi, manželka Ajurbarwada Bujantu Chána
- Sjeda Momena Chátún, dcera Ghijasuddina Mahmúda Šáha
- Töregene Chátún († 1246), manželka Ögedeje Chána, regenta Mongolské říše v letech 1241 až 1246
- Anu Chátún, manželka Senggeho a Galdana Bošugtu Chána